# Gloeomucro luteodiscus
Gloeomucro luteodiscus é uma espécie de fungo pertencente à família Hydnaceae.